# 野人 (交響組曲)
交響組曲『野人』（やじん）は、日本の作曲家渡邊浦人の管弦楽曲。1941年に完成、同年に日本音楽コンクール作曲部門1位と作曲部門から初の文部大臣賞を受賞した。作曲者の最も有名な曲の1つ。

## 概要
全3楽章。演奏時間は約10分から15分。1941年11月、日比谷公会堂にて山田一雄指揮、新交響楽団（NHK交響楽団の前身）により初演された。
作曲者はこの曲で近代人の心に潜む野性、特に日本人が古代から持つ力強い民族的特性を表現しようとした、といったようなことを述べている。特に時局の雰囲気にあったせいも加え、太平洋戦争中だけで少なくとも30回近く演奏されたという。戦時下の作品であるにもかかわらず、1942年8月から12月にかけて、山田耕筰の指揮により、満州国、上海、香港、マニラなど、日本国外でも演奏された。
戦後も様々な機会において、国内外で演奏が行われている。
1955年6月には、オスロ・フィルハーモニー管弦楽団において作曲者自身の指揮により演奏され、オスロ放送から放送された。
ワシントンD.C.のアメリカ空軍軍楽隊の初来日に際して、隊長のジョージ・ハワード大佐（George S. Howard）の委嘱により、作曲者自身によって吹奏楽に編曲されている。この吹奏楽版は同軍楽隊により1956年4月のポトマック川河畔での全米桜祭りで初演された後、同年4月18日にサンケイホールでの来日公演で日本初演された。

## 楽器編成

### 管弦楽版
ほぼ標準的なニ管編成。
| 木管   | 木管                       | 金管        | 金管        | 打          | 打                      | 弦          | 弦          |
| ------ | -------------------------- | ----------- | ----------- | ----------- | ----------------------- | ----------- | ----------- |
| Fl.    | 2 (2番奏者はPicc.持ち替え) | Hr.         | 4 (F管)     | Timp.       | ●                       | Vn.1        | ●           |
| Ob.    | 1, C.A.                    | Trp.        | 2 (B♭管)    | 他          | S.D., Tamb., Cym., B.D. | Vn.2        | ●           |
| Cl.    | 2 (B♭管)                   | Trb.        | 2, B.Trb.   | 他          | S.D., Tamb., Cym., B.D. | Va.         | ●           |
| Fg.    | 2                          | Tub.        | 1           | 他          | S.D., Tamb., Cym., B.D. | Vc.         | ●           |
| 他     |                            | 他          |             | 他          | S.D., Tamb., Cym., B.D. | Cb.         | ●           |
| その他 | その他                     | Harp, Piano | Harp, Piano | Harp, Piano | Harp, Piano             | Harp, Piano | Harp, Piano |

### 吹奏楽版
| 木管   | 木管                  | 金管        | 金管        | 弦・打      | 弦・打                   |
| ------ | --------------------- | ----------- | ----------- | ----------- | ------------------------ |
| Fl.    | 2, Picc.              | Crnt.       | 3, Tp. 2    | Cb.         | ●                        |
| Ob.    | 2, C.A.               | Hr.         | 4           | Timp.       | ●                        |
| Fg.    | 2                     | Tbn.        | 3           | 他          | S.D., Tamb., Cymb., B.D. |
| Cl.    | 3 （+ソロ）, E♭, Bass | Eup.        | 2           | 他          | S.D., Tamb., Cymb., B.D. |
| Sax.   | Alt. 1 Ten. 1 Bar. 1  | Tub.        | 2           | 他          | S.D., Tamb., Cymb., B.D. |
| その他 | その他                | Harp, Piano | Harp, Piano | Harp, Piano | Harp, Piano              |

## 楽曲構成
次の3つの楽章からなる。

### 第1楽章「集り」
森の中の神社に、老若男女の村人達が少しずつ集まってくる。
フルートのソロが鄙（ひな）びた旋律を奏で始める。旋律に少しずつ木管や弦が加わっていき村人が徐々に増えていく様子を描写する（Allegro non troppo leggiero）。やがて曲はゆっくりと加速し始め、3拍子と7拍子が入り混じる力強いアレグロ的中間部になる。それが一通りすんだところで最初の曲調（Tempo I）に戻り、始めの主題が再びおだやかに帰ってくる。

### 第2楽章「祭り」
村人達は死者に対して、敬意と感謝をもって厳かに祈りを捧げる。
打楽器、ハープ、弦楽器のみで演奏される。やや抽象的な旋律が使われる静謐な楽章（Andante con tristezza）。作曲家自身の証言によれば、「幼い日に母の教え給いし歌」の旋律を主題としている。中間部での盛り上がりのあと、鞨鼓に似たリズムをスネアドラムが刻み、神秘的な弦のフラジオレットを背景に静かに終わる。戦時中は時局的な表題として「犠牲者への祈り」と改題されていた。

### 第3楽章「踊り」
祭りは終り、村人達は力強く踊り始める。
ティンパニのフォルティッシモの連打で始まる、終楽章に相応しいリズミカルかつ豪快なアレグロ楽章（Allegro ben marcato）。ほぼ1つの主題だけでできているが、それを発展させるというより、主にリズムや管弦楽法を次々に変化させ楽章を作り上げていく、という手法をとっている。最後は作曲家の言葉を借りれば「よく研いだ日本刀を振り下ろしバッサリ斬るように」結ばれる。戦時中は時局的な表題として「戦ひの舞」と改題されていた。
特に弦楽器やハープを演奏者に手で直接叩かせたり、ティンパニの胴を木の撥で叩かせるなどの特殊奏法も取り入れている。これらは伊福部昭の『土俗的三連画』に同様のやり方が見られる。音楽評論家の富樫康によると、渡邊浦人は『土俗的三連画』の総譜を常に携帯しながら熱心に研究していたという（ちなみに渡邊は小学校時代からの富樫の音楽教師である）。